# رائلیان
رائلیان یا رائلیسم (به فرانسوی: Raëlism) که رائلینیسم (به فرانسوی: Raëlianism) نیز تلفظ می‌شود نام یک دین، فلسفه و جنبش نوینی است که در سال ۱۹۷۴ توسط کلود وریلهون (Claude Vorilhon) ناشر مجلات اتومبیل‌رانی در فرانسه شکل گرفت. رائلیان بر این باورند که موجودات فرازمینی انسان را با استفاده از DNA خودشان و مشابه با جمله کتاب مقدس "خداوند انسان را به صورت خود آفرید" به وجود آوردند و تا زمانی که انسان به درک این علم نرسیده خود را برای عام نمایان نمی‌کنند. موجوداتی دانشمند با اندام لاغر و البته با جمجمه کشیده که در بسیاری از مکانهای باستانی به وضوح تصویرشان کشیده شده که توسط سفینه‌های فضایی که ما آن‌ها را اشیاء پرنده ناشناخته (UFO) می‌دانیم به روی زمین آمده و از طریق علم ژنتیک حیات را بر روی کره زمین خلق کرده‌اند. بنابر این باور این موجودات در طول تاریخ توسط انسان‌های زیادی رویت شده و حتی با آنان روابطی نیز داشتند؛ و در حقیقت این موجودات منشأ تمام ادیان و کتب مذهبی اند که آنان بدین طریق و به واسطهٔ پیامبران تعالیم کامل انسانی، اخلاقی و شناختی نسبت به زندگی و جهان را به انسان دادند و در کتب و روایات مذهبی به وضوح می‌توان اشاراتی به آنها را یافت.
طبق این مذهب، انسان ها از همین نژاد الوهیم هستند و از نظر ژنتیک ، کاملاً یکسان و بدون تفاوت هستند، منتهی در سطح پیشرفت فناوری خیلی کمتر قرار دارند.
به عبارتی انسان ، خدای در حال تکامل است.
در فصل اول کتاب عهد عتیق:
«در آغاز الوهیم زمین و آسمانها را خلق کردند» کتاب پیدایش۱:۱
در نسخهٔ اصلی کتاب که به زبان عبری ست کلمهٔ الوهیم آمده که این کلمه را به کلمهٔ مفرد خدا ترجمه می‌کنند درحالی که ممکن است الوهیم کلمهٔ جمع و معنی «کسانی که از آسمان آمدند» و مفرد آن «الوها» بدهد.

## ابدیت
اعتقاد رائلیان نسبت به کائنات و گذر زمان، تداعی مفهوم ابدیت است. بدین معنی که در بُعد زمان، ابتدایی وجود ندارد و انتهایی هم وجود نخواهد داشت. بلکه فقط مانند یک حلقهٔ زنجیر، سهیم در گذر زمان هستی را زمینیم. بینهایت از دید مکان نیز بدین معنی است که هرچه از بُعد مکان حاضر به ابعاد بالاتر یا پایینتر، یا به اصطلاح دیگر، به ترتیب به سوی ابعاد کیهانی و اتمی سیر نگرش داشته باشیم به انتها یا ابتدایی ملموس نخواهیم رسید.

## پیامبر
کلود وریلهون، پیامبر این جنبش، در ۱۳ دسامبر سال ۱۹۷۳ در شهر کلرمون-فراند در مرکز فرانسه به مدت شش روز متوالی با یک الوها ملاقات کرد و پیام‌هایی را که شامل حقیقت خلقت حیات روی کرهٔ زمین بود را دریافت کرد.
نسخهٔ فارسی این کتاب در پانویس موجود است.
الوهیم از کلود وریلهون (که از سوی الوهیم رائل خوانده شد) درخواست ساخت سفارتی را کردند که به‌طور مستقیم با بشر تماس بگیرند و خود را معرفی کنند.
آنها معتقدند کلیه ادیانی مثل یهودیت، مسیحیت، اسلام و بودایی توسط الوهیم برای تکامل بشر به پیامبران داده شده‌است. شبیه‌ترین کتاب به آموزه‌های این جنبش کتاب  زهیر  در آیین  کابالا  (تفسیر عهد عتیق) است.
کلود وریلهون در ششم اگوست سال ۲۰۱۵، در یک سخنرانی به اخباری محرمانه دربارهٔ سیاست‌های پشت پردهٔ دولت‌های زمین، که از سوی الوهیم از طریق تله پاتی به دست او رسیده بود خبر داد.